# Exacum dipterum
Exacum dipterum är en gentianaväxtart som beskrevs av J. Klackenberg. Exacum dipterum ingår i släktet Exacum och familjen gentianaväxter. Inga underarter finns listade i Catalogue of Life.